# Heinrich Funk
Pour les articles homonymes, voir Funk (homonymie).
Heinrich Funk (Wädenswil, 12 avril 1904 – Zurich, 21 février 1977) est un organiste et chef d'orchestre suisse.

## Biographie
Heinrich Funk effectue ses études au Conservatoire de Zurich, puis à Paris, auprès de l'organiste et compositeur Marcel Dupré. En 1926, il est nommé au poste d'organiste de l'Église réformée de Wädenswil. En 1930, il est chef d'orchestre et directeur artistique des Kirchengesangsverein de Wädenswil (aujourd'hui, chœurs des églises et oratoires). En 1933 et 1940, il dirige l'Orchesterverein de Wädenswil (aujourd'hui, Orchestre de chambre), ainsi que le chœur d'hommes Eintracht Wädenswil. Funk lance des concerts abonnements et engage Maria Stader, Ernst Haefliger ou son ancien professeur, Marcel Dupré, pour les concerts à Wädenswil. Parmi ses élèves figure Margrit Weber.
Parallèlement à son activité musicale à Wädenswil, Funk entreprend plusieurs tournées de concerts. À partir de 1942, Funk est professeur d'orgue au Conservatoire de Zurich, et à partir de 1954, en tant qu'organiste de la Fraumünster à Zurich, où il poursuit sa carrière de concertiste. Il est également organiste à l'Orchestre de la Tonhalle de Zurich.

## Enregistrements
Die Grossen Orgeln der Stadt Zürich. Grossmünster, Fraumünster, Kirche Enge, Kreuzkirche Hans Vollenweider, Heinrich Funk, Erich Vollenwyder, Martin Ruhoff, s.d.